# Лищиця малонасінна
Лищиця малонасінна (Gypsophila oligosperma) — вид квіткових рослин родини гвоздикових (Caryophyllaceae).

## Біоморфологічна характеристика
Це зелена багаторічна рослина 30–100 см заввишки. Листки ланцетно-лопаткоподібні, 4–10 мм завширшки, тупі чи коротко загострені. Чашолистки 2.5–3 мм у довжину, пелюстки 3.5–4 мм завдовжки.

## Поширення
Ендемік України.
В Україні вид росте на кам'янистих степах, на оголеннях гірських порід — у Лісостепу, Степу, спорадично.